# 南亚薹草
南亚薹草（学名：Carex fidia）是莎草科薹草属的植物。分布于阿富汗、尼泊尔、缅甸、印度、越南以及中国大陆的云南等地，目前尚未由人工引种栽培。